# Gene Nation
Gene Nation est un groupe de super-vilains mutants appartenant à l'univers de Marvel Comics.

## Origine
Gene Nation est une faction mutante terroriste issue des Morlocks, des mutants vivants cachés dans les égouts.
Quand le frère de Colossus, Mikhail Rasputin, inonda le système d'égout, on pensa que la plupart des Morlocks s'y noyèrent. Mais Mikhail se servit de ses pouvoirs pour en téléporter un groupe dans une autre dimension, baptisée la Colline. Le temps y passait plus vite, et une nouvelle génération de mutants y naquit. Les Morlocks de la Colline vivaient dans un état de guerre permanente, et étaient très violents. Marrow en fit partie.
La première apparition de Gene Nation prit place à New York, quand un petit groupe fit un massacre dans un night-club. Les X-Men enquêtèrent, pensant avoir affaire avec des Morlocks survivants. Ils découvrirent que Gene Nation voulait faire payer aux humains le jour du Massacre des Mutants commis des années auparavant.
Le jour de la date anniversaire, les X-Men affrontèrent les mutants terroristes dans les égouts. Tornade attaqua Marrow en combat singulier. La jeune mutante avait une bombe sur elle, et Tornade lui perça le cœur. Cependant, elle survécut, grâce à son deuxième cœur. 
Plus tard, Tornade découvrit l'existence de la Colline et s'y retrouva propulsée. Elle obligea Mikhail à libérer tous les Morlocks qui y étaient prisonniers et ils purent s'établir librement dans un petit village en Afrique, pendant que Mikhail s'enfermait dans sa dimension.
On revit Gene Nation un peu plus tard, à la solde de Dark Beast qui voulait capturer les jeunes mutants de Génération X
La dernière apparition de Gene Nation remonte à l'entrée de Marrow au sein du programme Weapon X. Après avoir été un agent volontaire, elle tourna le dos à ses dirigeants et s'allia avec la Résistance de Cable, et l'agent Brent Jackson. Finalement, elle trompa Cable et lui vola des données sur ses cellules de la Résistance. Elle travailla discrètement par la suite à rencontrer ses différentes cellules et à les rallier à sa cause, démarrant ainsi un recrutement pour sa nouvelle Gene Nation.
Toutefois, l'Agent Zéro lui barra le chemin à plusieurs reprises, éliminant plusieurs de ses fidèles, comme Hemingway.

## Composition de l'équipe
Les membres connus de ce groupe mutant sont : 
- Marrow
- Boost, un albinos très agile pouvant augmenter les pouvoirs d'un autre mutant à proximité.
- Charm
- Ever
- Fever Pitch
- Hemingway
- Integer, un mutant semi-intangible s'exprimant en code binaire et insensible aux attaques télépathiques.
- Iron Maiden, recouverte d'une peau métallique.
- Loss
- Membrain, composé d'une substance muqueuse et collante pouvant recouvrir de grandes surfaces et communiquer par télépathie.
- Opsidian, femme dont le corps est composée d'une substance noirâtre et déformable pour piéger ses adversaires.
- Reverb, un télépathe à peau verte n'ayant pas de bouche.
- Sack
- Tether, une mutante reptilienne aux réflexes accrus, possédant des griffes, des crocs et une queue électrique.
- Vessel, un colosse absorbant les résidus énergétiques qu'il transforme en masse musculaire.
- Wynter